# Masakatsu Miyamoto
Masakatsu Miyamoto (宮本 征勝, Miyamoto Masakatsu, Hitachi, 4 juli 1938 – Mito, 7 mei 2002) was een Japans voetballer die als verdediger speelde.

## Clubcarrière
In 1957 ging Miyamoto naar de Waseda-universiteit, waar hij in het schoolteam voetbalde. Nadat hij in 1961 afstudeerde, ging Miyamoto spelen voor Furukawa Electric. Miyamoto veroverde er in 1961 en 1964 de Beker van de keizer. 1965 werd de ploeg opgenomen in de Japan Soccer League, de voorloper van de J1 League. In 10 jaar speelde hij er 103 competitiewedstrijden en scoorde 19 goals. Miyamoto beëindigde zijn spelersloopbaan in 1974.

## Japans voetbalelftal
Masakatsu Miyamoto debuteerde in 1958 in het Japans nationaal elftal en speelde 44 interlands, waarin hij 1 keer scoorde.

## Statistieken
| Japans voetbalelftal | Japans voetbalelftal | Japans voetbalelftal |
| Jaar                 | Wed.                 | Dlp.                 |
| -------------------- | -------------------- | -------------------- |
| 1958                 | 1                    | 0                    |
| 1959                 | 8                    | 0                    |
| 1960                 | 1                    | 0                    |
| 1961                 | 6                    | 0                    |
| 1962                 | 7                    | 0                    |
| 1963                 | 4                    | 0                    |
| 1964                 | 1                    | 0                    |
| 1965                 | 2                    | 1                    |
| 1966                 | 5                    | 0                    |
| 1967                 | 1                    | 0                    |
| 1968                 | 2                    | 0                    |
| 1969                 | 2                    | 0                    |
| 1970                 | 0                    | 0                    |
| 1971                 | 4                    | 0                    |
| Totaal               | 44                   | 1                    |